# كريستيان سميث (منافس ألعاب قوى)
كريستيان سميث (بالإنجليزية: Christian Smith)‏ هو منافس ألعاب قوى أمريكي، ولد في 31 أكتوبر 1983.

## وصلات خارجية
- كريستيان سميث على موقع الاتحاد الدولي لألعاب القوى (الإنجليزية)
- كريستيان سميث على موقع الاتحاد الأمريكي لسباقات المضمار والميدان (الإنجليزية)
- كريستيان سميث على موقع الدوري الماسي (الإنجليزية)
- كريستيان سميث على موقع اللجنة الأولمبية الدولية (الإنجليزية)
- كريستيان سميث على موقع أوليمبيديا (الإنجليزية)
- كريستيان سميث على موقع اللجنة الأولمبية والبارالمبية الأمريكية (الإنجليزية)